# Hardy Nickerson
Pour les articles homonymes, voir Nickerson.
(en) Statistiques sur pro-football-reference
Hardy Otto Nickerson, né le 1er septembre 1965 à Compton (Californie), est un joueur de football américain ayant évolué au poste de linebacker. Il est devenu par la suite entraîneur.

## Biographie
Après avoir effectué sa carrière universitaire à l'université de Californie à Berkeley, il est drafté en 1987 à la 122e place (cinquième round) par les Steelers de Pittsburgh.
Il joue dans quatre franchises de la National Football League (NFL), les Steelers de Pittsburgh, les Buccaneers de Tampa Bay, les Jaguars de Jacksonville et les Packers de Green Bay.
Il est depuis février 2007 l'entraîneur des linebackers des Bears de Chicago.
Son fils, Hardy Nickerson Jr. (en), est également joueur professionnel de football américain.

## Honneurs et récompenses
Il a été sélectionné cinq fois au Pro Bowl (1993, 1996, 1997, 1998 et 1999) et a été élu dans l'équipe NFL de la décennie 1990.